# Aitana
Aitana, pseudonimo di Aitana Ocaña Morales (Barcellona, 27 giugno 1999), è una cantautrice spagnola.
È salita alla ribalta nel 2017 con la partecipazione alla nona edizione del talent show Operación Triunfo. Dopodiché, grazie alla pubblicazione del singolo di debutto Lo malo nel gennaio 2018, ha ottenuto un immediato successo commerciale, tale da raggiungere la vetta della classifica di vendita della Spagna. Ha all'attivo tre album in studio, tutti posizionati al primo posto della classifica spagnola, un album live ed ha inciso la colonna sonora della serie Disney+ La nostra ultima occasione (2022), per la quale ha anche vestito i panni della protagonista Candela.

## Biografia

### Infanzia ed esordi
Aitana Ocaña Morales è nata a Barcellona il 27 giugno 1999, unica figlia di Cosme Ocaña e Belén Morales. È stata cresciuta nel comune catalano di Viladecans prima di stabilirsi a Sant Climent de Llobregat all'età di nove anni. Nel 2014 una quindicenne Aitana inizia a pubblicare sulla piattaforma YouTube delle cover di canzoni famose. Nello stesso periodo ha iniziato a comporre anche i suoi primi pezzi ed alcuni di essi vengono registrati e pubblicati come nel caso di Laws About Me, caricato sul canale l'11 agosto 2015.
Nel 2017 completa gli studi liceali e supera i test universitari con l'intenzione di iscriversi alla facoltà di design: per tale ragione si reca presso il distretto universitario di Madrid, nel periodo in cui si stavano svolgendo le audizioni per il talent show Operación Triunfo.

### 2017-2018:Operación Triunfo 2017eTráiler
Nel 2017, dopo aver superato le audizioni, prende parte alla nona edizione di Operación Triunfo, versione spagnola del programma Operazione Trionfo. Riesce a rientrare tra i cinque finalisti, e, allo stesso tempo, accede all'Operación Triunfo Gala Eurovisión, serata dedicata alla ricerca del rappresentante spagnolo per l'Eurovision Song Contest. In occasione della serata si presenta con due brani: Lo malo (con Ana Guerra) ed Arde. Il 29 gennaio 2018 durante il Gala Eurovisión, Aitana si classifica sia al secondo posto con Arde che al terzo con Lo malo. Durante la sera del 5 febbraio 2018, durante la finale di Operación Triunfo, si classifica seconda dietro alla vincitrice Amaia Romero.
Subito dopo il programma, Aitana ed Ana Guerra pubblicano il singolo Lo malo, che riscosse un grande successo in Spagna scalando le classifiche e venendo premiato come doppio disco di platino. Verso l'aprile del 2018 viene messo in commercio anche Arde, secondo singolo estratto dal Gala Eurovisión, e nello stesso periodo si è trasferita a Los Angeles per registrare il suo primo progetto musicale con il produttore discografico Sebastian Krys.
Nel giugno 2018 Aitana si è esibita come ospite al Palau Sant Jordi a Barcellona durante il concerto del cantautore David Bisbal, dove ha cantato una versione rivisita del brano Mi princesa. Il 29 giugno 2018 Aitana insieme al resto del cast di Operación Triunfo 2017 ha preso parte ad un concerto di beneficenza tenuto allo Stadio Santiago Bernabéu di Madrid. Durante il concerto ha duettato insieme a Luis Fonsi con il brano Échame la culpa.
Il 27 luglio 2018 ha pubblicato il singolo Teléfono. Il brano ha raggiunto la vetta delle classifiche spagnole, mentre il video ufficiale su YouTube è diventato all'epoca il più visto nelle prime ventiquattr'ore sul canale spagnolo ufficiale Vevo.
Il 25 ottobre 2018 è stata ospite al programma El hormiguero dove ha ricevuto il doppio disco di platino per Teléfono. Durante la medesima trasmissione, Aitana ha annunciato l'uscita imminente del suo primo extended play Tráiler, con un nuovo singolo in uscita a novembre. Dopo il programma, è tornata a Los Angeles per registrare un remix di Teléfono con la cantante venezuelana Lele Pons. Entrambi i brani sono stati presentati durante la 19ª edizione dei Latin Grammy Awards. L'EP è stato pubblicato il 30 novembre 2018.

### 2019-2022:Spoilere11 razones
Nei primi mesi del 2019, durante un tour, l'artista ha annunciato l'intenzione di pubblicare un album vero e proprio entro l'estate, soppiantando quello che era il suo progetto precedente ossia il rilascio di una trilogia di EP. Nei mesi successivi ha collaborato con i Morat nel brano Presiento e con Zayn in una versione spanglish del brano A Whole New World, dalla colonna sonora del remake in live action di Aladdin. Il 17 maggio 2019 ha pubblicato il lead single Nada Sale Mal, che ha raggiunto la numero 4 nella classifica spagnola ed è stato certificato oro. L'album Spoiler è stato pubblicato il mese successivo ed ha ottenuto una nomination ai Latin Grammy nella categoria di miglior album pop vocale. L'artista ha ricevuto inoltre una nomination come miglior artista emergente per la medesima premiazione. Aitana si è anche esibita durante l'evento, al fianco del celebre Alejandro Sanz.
A partire dal giugno 2019 l'artista ha intrapreso un nuovo tour internazionale, il Play Tour, il quale è andato avanti fino alla fine dell'anno con concerti nella Penisola Iberica. Successivamente ha anche annunciato un'estensione del tour, che ha tuttavia dovuto posticipare al 2021 a causa della pandemia da COVID-19. Nel dicembre 2019 Aitana ha pubblicato una riedizione dell'album Spoiler soltanto nel formato fisico, aggiungendo al lavoro delle esibizioni dal vivo e un breve documentario sul tour.
Il 18 dicembre 2019 ha inoltre pubblicato il singolo + in collaborazione di Cali Y el Dandee, singolo apri-pista dal suo secondo album, riuscendo a debuttare alla numero 21 della classifica singoli spagnola in soli due giorni: Aitana è diventata dunque la prima cantante a piazzare un brano nella classifica con soli due giorni di tempo. Sempre nel dicembre 2019 viene annunciato un suo cameo nella serie TV Elite e la sua partecipazione come giudice al talent show The Voice Kids.
Nel corso del 2020, l'artista ha realizzato numerose collaborazioni con altri artisti di fama internazionale, tra cui Katy Perry, David Bisbal, Morat, Danna Paola e Luísa Sonza: alcuni di questi brani hanno ottenuto un buon successo commerciale in Spagna e nel resto del mondo. Nel luglio 2020 ha pubblicato inoltre l'album dal vivo Play Tour: En directo, ancora una volta per il solo mercato fisico.
Nel novembre 2020 viene annunciata la pubblicazione del secondo album 11 razones, avvenuta l'11 dicembre seguente. A supporto dell'album, che bissa il successo del predecessore in patria e ottiene un ottimo riscontro anche in America Latina, è stato intrapreso un tour promozionale in queste due aree geografiche tenutosi dal 2021 al 2022.

### 2022-presente:La últimaeAlpha
A fine 2022 figura come co-protagonista dell'allora compagno Miguel Bernardeau nella miniserie romantica di Disney+ La nostra ultima occasione (commercializzata in spagna come La última). Aitana co-produce, compone ed interpreta anche la colonna sonora della serie, composta da otto brani originali e dalle rispettive versioni acustiche. Nello stesso periodo viene scritturata per prendere parte alla rivisitazione spagnola del film del 2015 Un po', tanto, ciecamente.
Nel 2023 torna ad impegnarsi attivamente in campo musicale: dopo aver pubblicato i tre singoli Los ángeles, La babys e Mi amor (in collaborazione di Rels B), viene messo in commercio il terzo album in studio Alpha, all'interno della cui lista tracce vengono inclusi anche i singoli del 2022 Formentera ed En el coche, considerati dalla cantante come il ponte di collegamento tra l'era precedente e quella in questione. Alpha, che come i due dischi precedenti debutta al primo posto della classifica spagnola, è stato promosso da un tour nelle arene spagnole e dell'America Latina nel corso dell'autunno 2023.
Ha partecipato alla serata cover del Festival di Sanremo 2024 insieme a Sangiovanni, cantando una versione spagnola della canzone Farfalle.

## Vita privata
Dopo aver firmato il suo contratto con la Universal Records, l'artista si è trasferita a Madrid stabilendosi inizialmente presso un appartamento di proprietà dell'attrice Blanca Suárez. Sempre nel 2020 Aitana ha lasciato il suo fidanzato  Vicente Rodríguez per intraprendere una relazione con il cantante Luis Cepeda, anche lui concorrente di Operación Triunfo: con una differenza di dieci anni d'età fra i due.
Dopo la fine della relazione con Cepeda, la cantante si è fidanzata con l'attore Miguel Bernardeau, con il quale convive a partire da settembre 2020, ma a fine del 2022 pongono fine alla loro relazione. Nel 2023 inizia a frequentare il cantante colombiano Sebastián Yatra.

## Discografia

### Album in studio
- 2019 – Spoiler
- 2020 – 11 razones
- 2023 – Alpha
- 2025 – Cuarto azul

### Album dal vivo
- 2020 – Play Tour: En directo

### EP
- 2018 – Tráiler

### Raccolte
- 2018 – Sus canciones (Operación Triunfo 2017)

### Colonne sonore
- 2022 – La última (Banda Sonora Original)

### Singoli
- 2018 – Lo malo (con Ana Guerra)
- 2018 – Arde
- 2018 – Teléfono
- 2018 – Vas a quedarte
- 2019 – Nada sale mal
- 2019 – Con la miel en los labios
- 2019 – Me quedo (con Lola Índigo)
- 2019 – + (con Cali y el Dandee)
- 2020 – Enemigos (con i Reik)
- 2020 – Más de lo que aposté (con i Morat)
- 2020 – Corazón sin vida (con Sebastián Yatra)
- 2021 – 11 razones
- 2021 – Cuando te fuiste
- 2021 – Ni una mas
- 2021 – Aunque no sea conmigo  (con Evaluna Montaner)
- 2021 – Berlín
- 2021 – Llueve sobre mojado (con Pablo Alborán e Álvaro de Luna)
- 2021 – Formentera (con Nicki Nicole)
- 2022 – En el coche
- 2022 – Quieres (con Emilia e Ptazeta)
- 2022 – Otra vez
- 2022 – La última
- 2023 – Los ángeles
- 2023 – Las babys
- 2023 – Miamor (con Rels B)
- 2024 – Akureyri (con Sebastián Yatra)
- 2024 – 4TO 23
- 2025 – Segundo intento

#### Come artista ospite
- 2019 – Presiento (Morat feat. Aitana)
- 2020 – Si tú la quieres (David Bisbal con Aitana)
- 2020 – Tu foto del DNI (Marmi feat. Aitana)
- 2020 – Friend de semana (Danna Paola con Aitana e Luísa Sonza)
- 2020 – Resilient (Tiësto Remix) (Katy Perry e Tiësto feat. Aitana)
- 2021 – Mándame un audio (Remix) (Fresquito e Mango feat. Aitana)
- 2021 – Mon amour (Remix) (Zzolio feat. Aitana)
- 2021 – Coldplay (Cali Y El Dandee feat. Aitana )
- 2022 – La canciòn Que No Quiero Cantarte (Amaia feat. Aitana)
- 2022 – Sàlvame (Moderatto feat. Aitana)
- 2022 – Mariposas (Sangiovanni feat. Aitana)
- 2024 – Hermosa casualidad (Sen Senra feat. Aitana)
- 2024 – Like I Can (Sam Smith feat. Aitana)

### Singoli promozionali
- 2020 – Volaré (dal film Over the Moon - Il fantastico mondo di Lunaria)

## Tournée
- 2019 – Play Tour
- 2021/22 – 11 razones Tour
- 2023/24 – Alpha Tour

## Filmografia

### Cinema
- Vicini davvero, regia di Patricia Font (2024)

### Documentario
- Metamorfosi di una star (2025)

### Televisione
- Skam España – serie TV, episodio 1x02 (2018)
- La nostra ultima occasione (La última) – serie TV, 5 episodi (2022)